# دولس بياتريس
دولس بياتريس هي رسامة كوبية، ولدت في 17 مارس 1931 في هافانا في كوبا.

## وصلات خارجية
- الموقع الرسمي